# Capelle (Solingen)
Capelle hieß bis in das 19. Jahrhundert ein Wohnplatz der Bürgermeisterei Merscheid, der unmittelbar an die Bürgermeisterei Wald angrenzte. Er befand sich an der Ecke Stresemannstraße/Wiedenkamper Straße (heutige Straßennamen) am Rande der Benrath-Focher-Provinzialstraße. Er wurde 1893 nach Wald eingemeindet und wuchs räumlich mit diesem zusammen, die Ortsbezeichnung verschwand ab Ende des 19. Jahrhunderts von den Stadtplänen und ist seitdem nicht mehr gebräuchlich.

## Lage und Beschreibung
Capelle grenzte unmittelbar nördlich an den sich in der zweiten Hälfte des 19. Jahrhunderts ausbreitenden Walder Ortskern an. Heute weisen die Straßenzüge rund um die Stresemannstraße vorwiegend gründerzeitliche Bausubstanz auf. Benachbarte Ortslagen sind bzw. waren (von Nord nach West): Wald, Mummenscheid, Wiedenkamp, Rosenkamp, Tiefendick, Pfaffenbusch, Scheuer und Altenhof.

## Geschichte
Der Ort lässt sich bis in das frühe 18. Jahrhundert zurückverfolgen, anfangs noch in Form eines Einzelhofes außerhalb von Wald. Vermutlich entstand er an der Altstraße, die auf dem Höhenrücken von Wald über Weyer, Ohligs und Hilden nach Benrath führte. Im 18. Jahrhundert wurde daraus unter preußischer Regierung die Benrath-Focher-Provinzialstraße. In der Karte Topographia Ducatus Montani, Blatt Amt Solingen, von Erich Philipp Ploennies von 1715 ist der Ort mit einer Hofstelle verzeichnet und als Capelle benannt. Die Topographische Aufnahme der Rheinlande von 1824 verzeichnet den Ort unbenannt und bereits unmittelbar an Wald angrenzend, die Preußische Uraufnahme von 1844 ebenso. In der Karte vom Kreise Solingen aus dem Jahr 1875 des Solinger Landmessers C. Larsch ist der Ort erneut als Capelle verzeichnet.
Nach Gründung der Mairien und späteren Bürgermeistereien Anfang des 19. Jahrhunderts gehörte der Ort zur Honschaft Merscheid innerhalb der Bürgermeisterei Merscheid, die 1856 zur Stadt erhoben und im Jahre 1891 in Ohligs umbenannt wurde. 
1815/16 lebten 16, im Jahr 1830 19 Menschen im als Weiler bezeichneten Wohnplatz. 1832 war der Ort weiterhin Teil der Honschaft Merscheid innerhalb der Bürgermeisterei Merscheid, dort lag er in der Flur V. Merscheid. Der nach der Statistik und Topographie des Regierungsbezirks Düsseldorf als Hofstadt kategorisierte Ort besaß zu dieser Zeit zwei Wohnhäuser und ein landwirtschaftliches Gebäude mit 13 Einwohnern, allesamt evangelischen Bekenntnisses. Die Gemeinde- und Gutbezirksstatistik der Rheinprovinz führt den Ort 1871 mit sieben Wohnhäusern und 40 Einwohnern auf. Im Gemeindelexikon für die Provinz Rheinland von 1888 werden für den Kapelle benannten Ort acht Wohnhäuser mit 40 Einwohnern angegeben.
Zum 30. August 1893 wurden im Bereich des Lochbachtales Grenzkorrekturen zwischen Ohligs und Wald vorgenommen. So gelangte unter anderem der vormals Capelle genannte Ort unter die Verwaltung der benachbarten Bürgermeisterei Wald. Er wuchs daraufhin mit dem Walder Ortskern zusammen. Mit der Städtevereinigung zu Groß-Solingen im Jahre 1929 wurde Capelle ein Ortsteil Solingens. Die Ortsbezeichnung ist jedoch in keinem Stadtplan mehr verzeichnet.